# 広井忠男
広井 忠男（ひろい ただお、1943年5月22日 - ）は、日本の著作家、政治家。全国木喰研究会初代会長や新潟県議会副議長（第68代）を務めた。新潟県小千谷市出身。

## 略歴
- 1943年（昭和18年）- 5月22日、新潟県小千谷市小栗山の木喰観音堂近くに生まれる。
- 1961年（昭和36年）- 3月、東京都立新宿高等学校を卒業。
- 1965年（昭和40年）- 3月、早稲田大学を卒業。
  - 駒澤大学仏教学部で東洋哲学を1年間専攻。
- 1971年（昭和46年）-　12月、衆議院議員臼井荘一の秘書を務める。
- 1975年（昭和50年）- 4月、新潟県議会議員（自由民主党）に初当選[1]。
- 1979年（昭和54年）- 4月、新潟県議会議員（自由民主党）に当選（無投票、2期）[2]。
- 1982年（昭和57年）- 社団法人小千谷青年会議所理事長に就任。
- 1983年（昭和58年）- 4月、新潟県議会議員（自由民主党）に当選（3期）[2]。
- 1987年（昭和62年）- 4月、新潟県議会議員（自由民主党）に当選（4期）[2]。
- 1990年（平成2年）- 7月13日、新潟県議会第68代副議長に就任。
- 1991年（平成3年）- 4月、新潟県議会議員選挙（自由民主党）で落選[2]。
  - 4月29日、副議長を退任。
  - 9月、日本海企画有限会社を設立。
- 1993年（平成5年）
  - 7月、第40回衆議院議員総選挙に日本新党公認・新党さきがけ推薦で新潟県第3区から立候補し、8位で落選。
  - 12月、日本海企画有限会社専務取締役に就任。
- 1998年（平成10年）- 6月、ニチリョク監査役に就任。

## 著書
- 『歌のない信濃川舟歌』（信濃川治水百年記念事業：建設省）
- 『上野駅青春の旅立ち』（新潟日報事業社）
- 『越後の木喰上人』（新潟日報事業社）
- 『蛍になった特攻兵・宮川三郎物語』（新潟日報事業社）
- 『第38代横綱 羽黒山物語』（新潟日報事業社）
- 『野に生きる仏 木喰上人』（三条印刷）
- 『日本の闘牛 その風土と民俗』（高志書院）
- 『木喰仏の魅力・越後・信濃』（共著 郷土出版社）
- 『南太平洋戦没兵士の詩集 赤松の影』（日本海企画社）

## 役職
- 全国木喰研究会顧問
- 日本ペンクラブ会員
- 日本民俗学会会員・新潟県民俗学会理事
- 日本旅行作家協会
- 新潟県体育協会顧問・評議員
- 新潟県アーチェリー協会会長
- 新潟県相撲連盟顧問
- 新潟県商工会連合会推薦講師
- 早大新潟県稲門会体育会幹事長
- 都立新宿高校北斗同窓会長